# 日進化工
日進化工株式会社（にっしんかこう）は化学薬品の製造メーカーである。

## 爆発事故
2000年（平成12年）6月10日18時10分ごろ、群馬県新田郡尾島町安養寺（現在は太田市安養寺町）にあった群馬工場において、ヒドロキシルアミン（半導体の洗浄剤などに使われる）を精製する蒸留塔が爆発し従業員4人が死亡、周辺住民ら約30人が重軽傷を負った事故が発生した。爆発事故によって周辺を通る国道17号（上武道路）と国道354号（当時、現在は群馬県道142号綿貫篠塚線）といった町内（現・太田市尾島地域）の大動脈となる2つの国道が通行止めとなり、付近にある尾島町役場（現・太田市尾島庁舎）の大半の窓ガラスが割れ、爆発音は約10-20キロメートルほど離れた同県伊勢崎市、館林市、埼玉県熊谷市、深谷市、栃木県足利市、さらには30キロメートル以上離れた前橋市、高崎市、埼玉県東松山市、栃木県小山市、茨城県古河市にまで響き渡ったと言われている。この時、尾島町役場内（当時）にあった地震計は震度2を記録したという。現在、工場のあった場所は名鉄NX運輸の支店となっている。
| スタブアイコン | サブスタブ | この項目は、まだ閲覧者の調べものの参照としては役立たない、企業に関連した書きかけの項目です。この項目を加筆・訂正などしてくださる協力者を求めています（PJ:経済）。 |